# Acadie—Bathurst
Pour les articles homonymes, voir Acadie (homonymie), Bathurst et Gloucester (homonymie).
Circonscription électorale fédérale du Canada
Acadie—Bathurst (appelé aussi Gloucester) est une circonscription électorale fédérale canadienne dont le représentant siège à la Chambre des communes depuis 1990. 

## Description
La circonscription est située au nord-est de la province du Nouveau-Brunswick, au sud de la baie des Chaleurs dans la région acadienne.
Sa population est de 82 929 dont 67 608 électeurs sur une superficie de 4 889 km². Les circonscriptions limitrophes sont Miramichi—Grand Lake, Madawaska—Restigouche et Gaspésie—Îles-de-la-Madeleine.

## Historique
Acadie-Bathurst est en fait le nouveau nom de l'ancienne circonscription de Gloucester qui faisait partie des 15 circonscriptions originelles créées en 1867.
En 1990, elle était constituée du Comté de Gloucester moins la paroisse de Beresford. Cette dernière lui fut rattachée en 1996 mais une partie du village de Belledune lui fut enlevée en contrepartie. En 2003, une partie de la paroisse d'Allardville, une partie de la paroisse de Bathurst et la réserve Pabineau 11 sont à leur tour rattachées à la circonscription de Miramichi.

### Langues
Le français est la langue principalement utilisée dans la totalité de la région. La circonscription est en fait la plus française au Canada à l'extérieur de la province de Québec. La population anglaise se concentre principalement dans le centre de Bathurst où l'anglais est la langue maternelle de 49 % des résidents. Contrairement aux autres régions de l'Acadie, le chiac, un dialecte combinant français et anglais utilisé dans le sud-est de la province, notamment dans la région de Moncton est peu répandu dans la circonscription. Les langues qui suivent après le français et l'anglais sont le mandarin et le vietnamien.

## Liste des députés successifs
Cette circonscription a été représentée par les députés suivants :
| Législature | Date élection     | Député        | Profession      | Parti         |
| ----------- | ----------------- | ------------- | --------------- | ------------- |
| 35e         | 25 octobre 1993   | Doug Young    | Avocat          | Libéral       |
| 36e         | 2 juin 1997       | Yvon Godin    | Homme politique | Néo-démocrate |
| 37e         | 27 novembre 2000  | Yvon Godin    | Homme politique | Néo-démocrate |
| 38e         | 28 juin 2004      | Yvon Godin    | Homme politique | Néo-démocrate |
| 39e         | 23 janvier 2006   | Yvon Godin    | Homme politique | Néo-démocrate |
| 40e         | 14 octobre 2008   | Yvon Godin    | Homme politique | Néo-démocrate |
| 41e         | 2 mai 2011        | Yvon Godin    | Homme politique | Néo-démocrate |
| 42e         | 19 octobre 2015   | Serge Cormier |                 | Libéral       |
| 43e         | 21 octobre 2019   | Serge Cormier |                 | Libéral       |
| 44e         | 20 septembre 2021 | Serge Cormier |                 | Libéral       |
| 45e         | 28 avril 2025     | Serge Cormier |                 | Libéral       |

## Résultats électoraux
Modèle:Élection générale canadienne de 2025 — Acadie—Bathurst
|       | Candidat              | Parti        | # de voix | % des voix |
|       | Riba Girouard-Riordon | Conservateur | +03 852,  | 7,56 %     |
|       | Serge Cormier         | Libéral      | +25 845,  | 50,71 %    |
|       | Jason Godin (en)      | NPD          | +20 079,  | 39,4 %     |
|       | Dominique Breau       | Vert         | +01 187,  | 2,33 %     |
| Total | Total                 | Total        | 50 963    | 100 %      |

|       | Candidat          | Parti        | # de voix | % des voix |
|       | Louis Robichaud   | Conservateur | +07 456,  | 16,2 %     |
|       | Jean Marie Gionet | Libéral      | +06 491,  | 14,11 %    |
|       | (x) Yvon Godin    | NPD          | +32 067,  | 69,69 %    |
| Total | Total             | Total        | 46 014    | 100 %      |

|       | Candidat         | Parti        | # de voix | % des voix |
|       | Jean Guy Dubé    | Conservateur | +08 331,  | 18,54 %    |
|       | Odette Robichaud | Libéral      | +09 850,  | 21,92 %    |
|       | (x) Yvon Godin   | NPD          | +25 849,  | 57,53 %    |
|       | Michelle Aubin   | Vert         | +00904,   | 2,01 %     |
| Total | Total            | Total        | 44 934    | 100 %      |